# Брукхејвен (Мисисипи)
Брукхејвен (енгл. Brookhaven) град је у америчкој савезној држави Мисисипи.

## Демографија
По попису из 2010. године број становника је 12.513, што је 2.652 (26,9%) становника више него 2000. године.
| Група             | 2000.         | 2010.         |
| Белци             | 4.642 (47,1%) | 5.421 (43,3%) |
| Афроамериканци    | 5.020 (50,9%) | 6.772 (54,1%) |
| Азијати           | 60 (0,6%)     | 93 (0,7%)     |
| Хиспаноамериканци | 78 (0,8%)     | 118 (0,9%)    |
| Укупно            | 9.861         | 12.513        |